# Jeremy Richardson
Jeremy Terrell Richardson (Allentown, 1º marzo 1984) è un ex cestista statunitense naturalizzato georgiano, professionista nella NBA e in Europa.

## Carriera
Il 1º agosto 2012 viene ufficializzato l'accordo per la stagione 2012-13 con Avellino, venendo confermato per la stagione seguente.
Nel 2014 firma per la New Basket Brindisi.

## Statistiche

### NBA

#### Regular Season
| Anno      | Squadra             | PG | PT | MP  | TC%  | 3P%  | TL%  | RP  | AP  | PRP | SP  | PP  |
| --------- | ------------------- | -- | -- | --- | ---- | ---- | ---- | --- | --- | --- | --- | --- |
| 2006-2007 | Atlanta Hawks       | 5  | 0  | 3,8 | 50,0 | 66,7 | -    | 0,4 | 0,0 | 0,2 | 0,0 | 1,6 |
| 2006-2007 | Portland T. Blazers | 1  | 0  | 1,0 | -    | -    | -    | 0,0 | 0,0 | 0,0 | 0,0 | 0,0 |
| 2007-2008 | Memphis Grizzlies   | 3  | 0  | 5,0 | 0,0  | 0,0  | -    | 0,3 | 0,3 | 0,0 | 0,0 | 0,0 |
| 2007-2008 | San Antonio Spurs   | 5  | 1  | 5,8 | 42,9 | 40,0 | 100  | 0,2 | 0,2 | 0,2 | 0,0 | 2,0 |
| 2007-2008 | Atlanta Hawks       | 19 | 0  | 4,6 | 41,9 | 41,7 | -    | 0,4 | 0,0 | 0,1 | 0,0 | 1,6 |
| 2008-2009 | Orlando Magic       | 12 | 0  | 7,8 | 28,6 | 35,3 | 50,0 | 1,2 | 0,3 | 0,0 | 0,0 | 3,1 |
| Carriera  | Carriera            | 45 | 1  | 5,4 | 33,3 | 38,5 | 62,5 | 0,6 | 0,1 | 0,1 | 0,0 | 1,9 |

#### Playoffs
| Anno     | Squadra       | PG | PT | MP  | TC%  | 3P% | TL% | RP  | AP  | PRP | SP  | PP  |
| -------- | ------------- | -- | -- | --- | ---- | --- | --- | --- | --- | --- | --- | --- |
| 2008     | Atlanta Hawks | 3  | 0  | 2,0 | 25,0 | -   | -   | 0,0 | 0,0 | 0,0 | 0,0 | 0,7 |
| 2009     | Orlando Magic | 1  | 0  | 2,0 | 0,0  | -   | -   | 0,0 | 0,0 | 0,0 | 0,0 | 0,0 |
| Carriera | Carriera      | 4  | 0  | 2,0 | 20,0 | -   | -   | 0,0 | 0,0 | 0,0 | 0,0 | 0,5 |

## Palmarès
- All-NBDL Second Team (2007)